# De Havilland DH.81 Swallow Moth
Il de Havilland DH.81 Swallow Moth fu un economico monoplano sportivo biposto ad ala bassa, realizzato negli anni trenta dalla britannica de Havilland. Fu concepito come un velivolo a basso costo a causa dell'impatto sull'economia della Grande depressione. Non raggiunse mai la produzione in serie.

## Storia del progetto
Il DH.81 Swallow Moth fu realizzato come un monoplano ad ala bassa con una stretta fusoliera in compensato e dal disegno molto pulito ed aerodinamico. Le ali avevano gli alettoni posti fin sulla punta e gli impennaggi di coda erano sagomati secondo il classico disegno tondeggiante della de Havilland. I posti a sedere erano due, divisi e la cabina, prima concepita aperta fu poi modificata e resa chiusa, da notare che la velocità massima aumentò anche di 19 km/h (12 mph); questa modifica comportò la nuova denominazione di DH.81A. Il carrello d'atterraggio era semplice e dal disegno pulito, unito alla fusoliera tramite una struttura rinforzata sia a poppa che a prua; questo tipo di carrello sarà utilizzato successivamente anche sul Leopard Moth.
Il DH.81 volò per la prima volta il 21 agosto 1931, pilotato da Geoffrey de Havilland. Dopo le prove di volo, l'aereo fu continuamente migliorato fino al febbraio 1932 e durante questo periodo ottenne anche i permessi di volo necessari, ma lo Swallow Moth non fu mai iscritto nel registro dei velivoli civili e non entrò in produzione. L'esperienza alla base di questo aereo servì come base per la realizzazione del DH.94 Moth Minor.